# Nachal Šua
Nachal Šua (hebrejsky: נחל שוע) je vádí v Judských horách a pahorkatině Šefela v Izraeli.
Začíná v nadmořské výšce přes 400 metrů jižně od vesnice Aderet nedaleko od hranic Západního břehu Jordánu, v kopcovité a řídce zalidněné krajině. Směřuje pak k severozápadu mírně se zahlubujícím údolím, jehož svahy pokrývá souvislý lesní komplex. Ze severovýchodu míjí vesnici Cafririm a z jihozápadu Giv'at Ješa'jahu. Zde pak ústí zprava do údolí toku Nachal Chachlil, jímž zde prochází dálnice číslo 38.